# Предраг М. Павловић
Предраг М. Павловић (Вршац, 27. октобар 1936 — Вршац, 28. март 1997) био је српски писац, књижевник, песник, носилац је Ордена народне армије са сребрном звездом СФРЈ.

## Биографија
Рођен је 27. октобра 1936. године у Вршцу где је и завршио Вишу Гимназију са одличним успехом. Општу Војну академију КОВ-е завршио је у Београду такође са одличним успехом, а специјализацију оклопних јединица и Школу усавршавања официра оклопних јединица у Бањој Луци.
Старешина са чином вишег официра постао је већ у тридесетчетвртој години живота, а у војној штампи о њему је писано као о добром и савесном старешини чије су јединице постизале изузетне успехе. Носилац је Ордена народне армије са сребрном звездом. Због болести, лансираних од појединих претпостављених, по своме захтеву, превремено је отишао у пензију.
Писањем се непрекидно бавио још од гимназијских дана. У домену професионалне делатности написао је уџбеник “0сновни појмови из балистике“ за питомце Подофицирске школе оклопних јединица.
Своје песме објављивао је у вршачком листу “Угао”, у листу “Венац” из Горњег Милановца и листу “Глас Подриња” из Шапца. На првом конкурсу Босанске Крајине објављеном 1968. године у бањалучком листу “Глас” за кратку новинску причу, добио је прву награду. Одломке из својих драмских дела објављивао је у вршачком листу за књижевност и културу “Угао”, као и у вршачким новинама “Вршачка кула” и “Вршачке вести”.
Године 1984. о сопственом трошку издао је књигу песама “Линија живота”, а 1989, године такође о сопственом трошку драмску трилогију „Гусле Астероида“ која садржи три драме и то: “Свежањ прућа са секиром”, “Сенке се не могу убити” и “Гусле”.
У 1990. години, такође о сопственом трошку, издао је две књиге и то: “Странац за тебе и странац у себи” у којој је поезија бунта и помирења, затим збирку песама под насловом “П. П.”.
У 1991. години издао је још три књиге и то: “Синови и синови синова” збирку песама, затим књигу “Песме из луднице”, као и песничку трилогију “Трагови Лудака”.
За живота, намера му је била да све своје књиге штампа о сопственом трошку. Умро је 1997. године у својој 60.-ој години.

## Дела
- Основни појмови из балистике - Уџбеник за питомце Подофицирске школе оклопних јединица
- 1984. Линија живота
- 1989. Гусле астероида - драмска трилогија
- 1990. Странац за тебе и странац у себи - поезија
- 1990. П. П. - збирка песама
- 1991. Синови и синови синова
- 1991. Песме из луднице
- 1991. Трагови лудака

## Критике
Одломак из критике књижевног критичара Милана Ковачевића (Гусле астероида, 1989)

У својој критици под називом „Значај и улога песника и песништва у симоболистичкој социологији драмске трилогије Предрага М. Павловића“, књижевни критичар Милан Квачевић написао је следеће: 
| „ | У нашој драмској књижевности поетски симболизам никада није пустио дубље корене, заживео трајнијим и запаженијим сценским животом. Чак и времена, која су у европским литературама рађала читаве периоде овог драмског жанра, времена која погодују оваквој литератури и која су заправо арсенал њених идеја, мотива и преокупација - она уочи и после светских ратова - нису то стање никада битније променила. Иначе, као што је познато, најпознатији европски представник тога жанра био је Белгијанац француског језичког израза - Морис Метерлинк. У Русији су снажан печат сценском изразу свога доба утиснули таквим делима Леонид Андрејев, Александар Блок и други. И сам Чехов платио је у «Галебу» и «Вишњику» обол том својевремено помодном правцу, али на свој чеховљевски дискретно-грациозни начин. У нашим књижевностима се као запаженије појаве могу поменути рани Крлежа, Јосип Косор и, нарочито, песник, Момчило Настасијевић са својим драмским опусом. Није, међутим, сасвим лако прецизно објаснити зашто је то тако. Један од узрока је, можда, у нашем менталитету и његовој – «баци бригу на весеље» - карактеристичној особини да хумором и смехом одговара на зла и непоћудности постојања, па се за њега никада није снажније лепила слика наличја живота која је, нужно, песимистичка и мрачна, а у чему је, истини за вољу, поетски симболизам по правилу наклоњен. Па и само лице живота, нарочито оно историјско, бивало је код нас најчешће преко мере крваво и изобличено од јаука, те нам га је још и на сцени било мало превисе, јер менталитети су најчешће последице околности и историје. Други разлог је, можда, у томе што су за оваква дела неопходни песници, песници рођењем, душом и мишљу, а код нас су песници - или млади умирали, или их сцена није зачарала из детињства и младости, захваљујући нашим паланачким (не)културним (не)приликама и немањима. «Ми живимо у приликама прилично поприлично неприличним», као што је писао Мирослав Крлежа. Судбина Милутина Бојића и његове «Краљеве јесени» изгледа као добра илустрација ове претпоставке. Онде где се сцена и песник правовремено сусретну имамо позориште поетског симболизма као, у случају Момчила Настасијевића. Такао стицај околности, на известан начин, поновио се и у случају Предрага М. Павловића. Предраг М. Павловић се родио у Вршцу 1936. године, дакле, у време бременито знаковима олује II. светског рата, а у средини богатој позоришним традицијама и смислом за адекватно виђење света. Обдарен номадским немиром својих бунтовних и луталачких предака, јаком осетљивошћу и бујном песничком маштом, он је одмалена научио да једини збег од животних окршаја и болова налази у позоришту и да на свет треба гледати као на велику бину по којој тајанствене крабуље: живот, смрт и судбина - мрсе и расплићу невидљиве конце људских трагедија. Страшна катаклизма II. светског рата појачала је ту склоност у емотивном и сугестибилном дечаку, потхранила је његову урођену песничку обдареност за сликовито и драмско, друкчије речено, укуцала се силном снагом у њега као судбински крст и разапела му душу на њему. За Павловића свет ће постати непроходна прашума симбола у којој, тетурајући у непрекидној ноћи, аветињске личности слепо хлапе за неостварљивим - гоњене од других симболичних приказа и гонећи их саме. Један пол тог Павловићевог велтшаунга имамо у његовој збирци песама “Странац за тебе и странац у себи”. Овде је он својој склоности и потреби дао израза средствима позоришне уметности. Пред нама су три Павловићеве драме: “Свежањ прућа са секиром”, “Сенке се не могу убити” и “Гусле”. Све оне се доимају као три чина јединственог великог игроказа, која везује окосница II. светског рата. У првој, као слутња, предсказивање катаклизме која се не може спречити и поред најгрчевитијег отпора. У другој, као сабласна мора која притискује савести преживелих. У трећој, као извор узрока који чине доцнију трагедију, наиме, прави завршетак и можда најстрашнији учинак рата. Јер лако је подизати нове зграде и градове, паркове и фабрике, али како излечити нерођену, а већ тешко рањену душу човека? Одговор на ово питање као да средствима песничког симболизма тражи у својим драмама Предраг М. Павловић, са страдалничком и страственом чежњом. Велика људска и песничка моћ те чежње и велика привлачна и драматска снага тог страдалништва. Чак и у оним сценама где се физички ништа одређеније не дешава, где је сва сценска радња наоко стала, грчи се и ломи у њој, чак, и тада имамо утисак нечега што се бурно ускомешало, што прети праском и грмљавинама. У том сталном напетом ишчекивању нечега неизбежног, што ће силином маља да се обори на судбине личности и у њиховој страственој одбрани од тога и поред фаталистичке свести о судбинској неминовности трагедије, садржана је и главна песничка драж и основна драмска тензија ових дела. Павловић успева да ту тензију напне, задржи и обнови на разноврсне инвентивне и интуитивне начине. Никад не пада у монотонију и устајалост, не дозвољава читаоцу да се успава и демотивише, а то у овом жанру није мали успех. Дијалог је класично, рекли бисмо, војнички срезан, прегнантан, реплика спартански лаконична, набијена полемичким барутом, провокативна, изазива на супротстављање, грађена је на принципу тезе и антитезе. Једино, рецимо то одмах, Песник има привилегију и усуђује се да разбија ту строгу и строго одмерену “поделу рада”, једини он шири крила имагинације и језика и неспутано лети у бодлеровским узнесеним висинама, а то право стекао је тиме што он то једини и сме и уме. Ликови нису издиференцирани до индивидуалности, што би и било супротно логици жанра, али су снажно извајани - крцати специфичном драмском тежином, снагом убеђења, хтења и веровања за која се боре и која заступају, или фрустрација и удара од којих страдају. Штимунг је дат сугестивним бојама и сликама које, или градуелно појачавају драмску напетост, или је подстичу одговарајућим променама атмосфере. Све ово што је речено чини Павловићеве текстове интересантним и релевантним за ДРАМСКО ЧИТАЊЕ. | ” |

## Награде и признања
- Орден народне армије са сребрном звездом СФРЈ
- I награда на конкурсу Босанске крајине (1968. године за кратку новинску причу)